# Автодорога Н 14
Автодорога Н-14 — автомобильная дорога национального значения на территории Украины, Александровка — Кропивницкий — Николаев. Проходит по территории Кировоградской и Николаевской областей.
Начинается в Александровке, проходит через Кропивницкий, Бобринец и заканчивается в Николаеве.

## Общие сведения
Дорога имеет 2 полосы для движения (по одной в каждую сторону), но на отдельных коротких участках расширяется до 3 полос, давая возможность обгона.
Александровка — Кропивницкий — Николаев — 229,9 км.
Южный обход. Кропивницкого — 11,3 км.
Итого — 241,2 км.

## Состояние
Наихудшей частью дороги Н14 является 32-километровый участок автодороги в Еланецком районе, который по состоянию на июль 2013 находится в ужасном состоянии и требует капитального ремонта. Дорожное покрытие между селами Воссиятское и Водяно-Лорино практически отсутствует. Рекомендуемая скорость для автомобиля здесь составляет 60 км/ч, однако на практике участок преодолевают со скоростью от 15 до 40 км/ч. С 2019 года на дороге проводится капитальный ремонт на участке от города Кропивницкий в Николаев, ремонт должен завершиться в конце 2020 года.